# Drevo
Pour plus de détails, voir Fiche technique et Distribution.
Drevo est un film dramatique slovène écrit et réalisé par Sonja Prosenc et sorti en 2014.
Le film est sélectionné comme entrée slovène pour l'Oscar du meilleur film en langue étrangère à la 88e cérémonie des Oscars qui s'est déroulée en 2016.

## Fiche technique
- Titre original : Drevo

## Distribution
- Katarina Stegnar
- Jernej Kogovsek
- Lukas Matija Rosas Ursic